# NWA (Album)
NWA (in diesem Fall die Abkürzung für Nie wieder arbeiten) ist das Debütalbum des deutschen Rappers Shindy. Es wurde am 12. Juli 2013 über Bushidos Label ersguterjunge als Standard- und Premium-Edition, inklusive drei Bonussongs und Instrumentals, veröffentlicht. Mit Wirkung zum 19. Juli 2013 wurde der Tonträger am 17. Juli 2013 durch die Bundesprüfstelle für jugendgefährdende Medien indiziert und durch das Amtsgericht Berlin bundesweit beschlagnahmt. In Folge eines Gerichtsurteils im Mai 2015 wurde dies jedoch vorläufig aus der Liste der jugendgefährdenden Medien gestrichen.
Der Titel ist außerdem eine Anlehnung an die amerikanische Hip-Hop-Gruppe N.W.A. 

## Produktion
Die meisten Beats des Albums wurden von Shindy selbst produziert. Laut eigener Aussage hat er das Instrumental des Titelsongs NWA, des Songs Immer immer mehr und des Songs Lieblingslied komplett selber produziert und übernommen. Auch die Produzenten Beatzarre, Djorkaeff und Bushido steuerten einige Instrumentals bei.

## Covergestaltung
Das Albumcover zeigt Shindy mit Sonnenbrille, Uhr, Jacke mit Leopardenmuster und den Händen in den Hosentaschen. Er richtet den Blick vom Betrachter aus gesehen nach rechts. Das Bild ist in den Farbtönen lila und blau gehalten. Der hellblaue Schriftzug Shindy befindet sich rechts oben im Bild und mittig steht der Titel NWA. Der Hintergrund ist in weiß gehalten. Am oberen Bildrand steht außerdem amf management präsentiert. Das Cover der Premium-Edition zeigt exakt die gleiche Illustration, allerdings in den Farben gelb und grün.

## Gastbeiträge
Auf sechs beziehungsweise sieben Liedern des Albums befinden sich Gastbeiträge anderer Künstler. Shindys Labelchef Bushido unterstützt ihn auf den vier Songs Immer immer mehr (zusammen mit dem Rapper Sido), Springfield, Stress ohne Grund und Panamera Flow. Der Sänger Julian Williams singt die Refrains der Stücke Lieblingslied und Spiegelbild. Außerdem ist der Rapper Eko Fresh auf dem Track Martin Scorsese zu hören.

## Kontroversen
Bushidos Gastbeitrag auf dem auch als Video veröffentlichten Song Stress ohne Grund sorgte für viel Kritik von diversen Politikern und zur Prüfung rechtlicher Schritte. Darin beleidigt der Rapper unter anderem die Politiker Klaus Wowereit (SPD), Claudia Roth (Grüne) sowie Serkan Tören (FDP) und droht zum Teil Gewalt gegen sie an.
Ursprünglich sollte auch das Lied Alkoholisierte Pädophile, das ein Disstrack gegen den Rapper Kay One darstellt, auf dem Album enthalten sein. Allerdings wurde dies von Kay One unter Androhung eines Anwalts verhindert.

## Titelliste
| #  | Titel                                            | Gastmusiker     | Produzent(en)                         | Länge |
| -- | ------------------------------------------------ | --------------- | ------------------------------------- | ----- |
| 1  | Arbeit ist out                                   |                 | Shindy, Beatzarre, Djorkaeff          | 3:03  |
| 2  | NWA (Musikvideo)                                 |                 | Shindy, Beatzarre, Djorkaeff          | 2:54  |
| 3  | Warum ich das mach…                              |                 | Shindy, Beatzarre, Djorkaeff          | 3:31  |
| 4  | Ice-T (Musikvideo)                               |                 | Shindy, Beatzarre, Djorkaeff          | 2:52  |
| 5  | Immer immer mehr (2. Single)                     | Bushido & Sido  | Shindy, Beatzarre, Djorkaeff          | 3:26  |
| 6  | Rentner                                          |                 | Shindy, Beatzarre, Djorkaeff          | 3:24  |
| 7  | Springfield (Indizierungsgrund)                  | Bushido         | Shindy, Beatzarre, Djorkaeff          | 3:25  |
| 8  | Highschool Musical                               |                 | Shindy, Beatzarre, Djorkaeff          | 3:22  |
| 9  | Kein Fick (Indizierungsgrund)                    |                 | Beatzarre, Djorkaeff                  | 2:58  |
| 10 | Lieblingslied                                    | Julian Williams | Shindy                                | 3:25  |
| 11 | Stress ohne Grund (Musikvideo/Indizierungsgrund) | Bushido         | Shindy, Beatzarre, Djorkaeff, Bushido | 3:24  |
| 12 | Martin Scorsese (Indizierungsgrund)              | Eko Fresh       | Shindy                                | 3:31  |
| 13 | Oma                                              |                 | Shindy, Beatzarre, Djorkaeff          | 3:58  |
| 14 | Spiegelbild                                      | Julian Williams | Shindy, Beatzarre, Djorkaeff          | 3:03  |

| #  | Titel                     | Gastmusiker | Produzent(en)                         | Länge |
| -- | ------------------------- | ----------- | ------------------------------------- | ----- |
| 15 | Slow Motion               |             | Shindy, Beatzarre, Djorkaeff          | 3:14  |
| 16 | Cabriolet                 |             | Shindy, Beatzarre, Djorkaeff          | 2:49  |
| 17 | Panamera Flow (1. Single) | Bushido     | Shindy, Beatzarre, Djorkaeff, Bushido | 4:17  |

+ Instrumentals und DVD

## Kritiken
| Professionelle Bewertungen | Professionelle Bewertungen |
| -------------------------- | -------------------------- |
| Kritiken                   |                            |
| Quelle                     | Bewertung                  |
| laut.de                    | [ 8 ]                      |
| rap.de                     | [ 9 ]                      |
| HipHop.de                  | [ 10 ]                     |

Das Magazin HipHop.de bezeichnete das Album als "durchaus gelungen und in sich stimmig". Zudem wurde Shindys Flow mit dem von Fler und Haftbefehl verglichen. Das Album erhielt 7,5 von möglichen 10 Punkten:

„Wer keinen Spaß versteht und gern bitterernst durch seinen Alltag rennt, dem sei an dieser Stelle von NWA abgeraten. Für alle Freunde des doppeldeutigen Humors und anspruchsvoller Wortspiele hat Shindy ein Album zusammengebastelt, das auch musikalisch Spaß macht. Neben zahlreichem Synthiegefriemel lassen sich auch langlebige Loopferkeleien finden, die auf Dauer Freude bereiten können. Sollte sich der Sturm um Bushidos Worte gelegt haben, dann hätte dieses Debut auf jeden Fall ein bisschen aufrichtige Aufmerksamkeit verdient – hier scheint jemand mit Ironie und Herz bei der Sache zu sein.“

Dani Fromm von Laut.de dagegen vergab 2 von 5 möglichen Sternen und bewertete das Album als „kalkulierte Provokation“ „ohne Tiefgang“, die vor allem ein gelungenes Marketing von Bushido darstelle. Nach Shindy dagegen „kräh[e] bestenfalls am Rande ein dürres Hähnchen.“

„Was er hier abliefert, geht bestenfalls als Lehrstück für gelungenes Marketing durch. Gelernt bleibt gelernt: Wie man drittklassigen Mist in ein paar fadenscheinige Skandälchen wickelt und wie geschnitten Brot der kritiklosen Fanschar verkauft, die sich angesichts des Aufschreis der breiten Masse über den Teufel Hip Hop wieder ganz besonders outlaw, gangsta und gefährlich vorkommen kann, haben sie schließlich schon bei Aggro Berlin gezeigt.“

## Kommerzieller Erfolg

### Chartplatzierungen

#### Album
NWA stieg sowohl in den deutschen, als auch in den österreichischen Albumcharts auf Rang 1 ein. In der Schweiz stieg das Album auf Platz 3 ein. Aufgrund der Indizierung konnte der Tonträger sich in Deutschland allerdings nur eine Woche in den Top 100 halten.
| ChartsChartplatzierungen | Höchstplatzierung | Wochen |
| ------------------------ | ----------------- | ------ |
| Deutschland (GfK)        | 1 (1 Wo.)         | 1      |
| Österreich (Ö3)          | 1 (6 Wo.)         | 6      |
| Schweiz (IFPI)           | 3 (6 Wo.)         | 6      |

#### Singles
Die Single Panamera Flow erreichte Rang 51 in den deutschen und österreichischen Charts. Der Track Immer immer mehr wurde am 21. Juni 2013 zum Download ausgekoppelt und konnte sich in Österreich auf Platz 62 positionieren. Aufgrund starker Downloads gelangte Stress ohne Grund auf Platz 19 in die Singlecharts. Das Lied Springfield konnte Rang 88 belegen. Neben den Videos zu den Singles Panamera Flow und Stress ohne Grund erschien auch ein Video zu NWA/Ice-T.
| Jahr | Titel             | Höchstplatzierung, Gesamtwochen, AuszeichnungChartplatzierungen (Jahr, Titel, , Platzierungen, Wochen, Auszeichnungen, Anmerkungen) | Höchstplatzierung, Gesamtwochen, AuszeichnungChartplatzierungen (Jahr, Titel, , Platzierungen, Wochen, Auszeichnungen, Anmerkungen) | Höchstplatzierung, Gesamtwochen, AuszeichnungChartplatzierungen (Jahr, Titel, , Platzierungen, Wochen, Auszeichnungen, Anmerkungen) | Anmerkungen                         |
| Jahr | Titel             | DE | AT | CH | Anmerkungen                         |
| ---- | ----------------- | --- | --- | --- | ----------------------------------- |
| 2013 | Panamera Flow     | DE51 (1 Wo.)DE | AT51 (1 Wo.)AT | — | Erstveröffentlichung: 15. März 2013 |
| 2013 | Immer immer mehr  | — | AT62 (1 Wo.)AT | — | Erstveröffentlichung: 21. Juni 2013 |
| 2013 | Stress ohne Grund | DE19 (1 Wo.)DE | AT21 (2 Wo.)AT | CH45 (1 Wo.)CH | Erstveröffentlichung: 12. Juli 2013 |
| 2013 | Springfield       | DE88 (1 Wo.)DE | — | — | Erstveröffentlichung: 12. Juli 2013 |

### Auszeichnungen für Musikverkäufe
Im April 2021 wurde NWA in Deutschland mit einer Goldenen Schallplatte für über 100.000 verkaufte Einheiten ausgezeichnet.

| Land/Region        | Auszeichnungen für Musikverkäufe (Land/Region, Auszeichnung, Verkäufe) | Verkäufe |
| ------------------ | ---------------------------------------------------------------------- | -------- |
| Deutschland (BVMI) | Gold                                                                   | 100.000  |
| Insgesamt          | 1× Gold ·                                                              | 100.000  |

## Indizierung
Die Indizierung von NWA trat in Deutschland ab dem 19. Juli 2013 in Kraft. Amazon nahm das Album jedoch bereits am 17. Juli 2013 aus dem Sortiment. Der Tonträger erschien aber am 2. August 2013 erneut mit vier neuen Songs unter dem Namen NWA 2.0. Als Gründe für die Indizierung wurde neben den Liedern Kein Fick, Springfield und Martin Scorsese vor allem der Track Stress ohne Grund angegeben. Das Dreier-Gremium, das für die Indizierung verantwortlich ist, gab an, dass der Tonträger Lieder beinhaltete, die „verrohend wirken, zu Gewalttätigkeiten anreizen und Frauen und Homosexuelle diskriminieren“ würden.
Im Mai 2015 fiel das Gerichtsurteil, im Bezug auf die Indizierung, für die Ersguterjunge-Rapper aus und somit wurde das Musikvideo zu Stress ohne Grund wenige Tage danach wieder auf YouTube freigegeben, allerdings mit einer Altersbeschränkung.
Seit dem 16. Juni ist auch das Album NWA wieder im Handel erhältlich und wurde aus der Liste der jugendgefährdenden Medien gestrichen.

## Wiederveröffentlichung NWA 2.0
Kurz nach der Indizierung kündigten Bushido und Shindy eine Wiederveröffentlichung des Albums unter dem Namen NWA 2.0 an, das am 2. August 2013 erschien und statt der für die Indizierung verantwortlichen Lieder Springfield, Kein Fick, Martin Scorsese und Stress ohne Grund die Lieder Springfield 2, Mein Shit, Bruce Wayne und Stress mit Grund enthalten soll. Das Lied Stress mit Grund  ist eine Zusammenarbeit mit den Rappern Haftbefehl und Bushido. Bushido ist gleichzeitig auf den Songs Immer immer mehr, Springfield 2 und Panamera Flow vertreten. Der Rapper Eko Fresh hat auf dem Song Bruce Wayne einen Gastbeitrag. Die Lieder Lieblingslied und Spiegelbild stellen wie schon auf der ersten Version eine Zusammenarbeit mit dem Sänger Julian Williams dar. Zudem ist Sido auf dem Lied Immer immer mehr als Gastrapper vertreten.
| #  | Titel               | Gastmusiker          | Produzenten                            | Länge |
| -- | ------------------- | -------------------- | -------------------------------------- | ----- |
| 1  | Arbeit ist out      |                      | Shindy, Beatzarre, Djorkaeff           | 3:03  |
| 2  | NWA                 |                      | Shindy, Beatzarre, Djorkaeff           | 2:54  |
| 3  | Warum ich das mach… |                      | Shindy, Beatzarre, Djorkaeff           | 3:31  |
| 4  | Ice-T               |                      | Shindy, Beatzarre, Djorkaeff           | 2:52  |
| 5  | Immer immer mehr    | Bushido & Sido       | Shindy, Beatzarre, Djorkaeff           | 3:26  |
| 6  | Rentner             |                      | Shindy, Beatzarre, Djorkaeff           | 3:24  |
| 7  | Springfield 2*      | Bushido              | Shindy, Beatzarre, Djorkaeff           | 2:52  |
| 8  | Highschool Musical  |                      | Shindy, Beatzarre, Djorkaeff           | 3:22  |
| 9  | Mein Shit*          |                      | Beatzarre, Djorkaeff                   | 3:08  |
| 10 | Lieblingslied       | Julian Williams      | Shindy, Beatzarre, Djorkaeff           | 3:25  |
| 11 | Stress mit Grund*   | Bushido & Haftbefehl | Shindy, Bushido, Beatzarre & Djorkaeff | 4:44  |
| 12 | Bruce Wayne*        | Eko Fresh            | Shindy                                 | 3:43  |
| 13 | Oma                 |                      | Shindy, Beatzarre, Djorkaeff           | 3:58  |
| 14 | Spiegelbild         | Julian Williams      | Shindy, Beatzarre, Djorkaeff           | 3:03  |
| 15 | Slow Motion         |                      | Shindy, Beatzarre, Djorkaeff           | 3:14  |
| 16 | Cabriolet           |                      | Shindy, Beatzarre, Djorkaeff           | 2:49  |
| 17 | Panamera Flow       | Bushido              | Shindy, Bushido, Beatzarre & Djorkaeff | 4:17  |

*neu hinzugekommene Lieder
| Professionelle Bewertungen | Professionelle Bewertungen |
| -------------------------- | -------------------------- |
| Kritiken                   |                            |
| Quelle                     | Bewertung                  |
| rappers.in                 | [ 20 ]                     |

NWA 2.0 stieg auf Platz 6 in die deutschen Charts ein und hielt sich vier Wochen in den Top 100.
| ChartsChartplatzierungen | Höchstplatzierung | Wochen |
| ------------------------ | ----------------- | ------ |
| Deutschland (GfK)        | 6 (5 Wo.)         | 5      |

Auch die vier neuen Songs konnten sich aufgrund hoher Download-Zahlen für je eine Woche in den Charts etablieren.
| Jahr | Titel            | Höchstplatzierung, Gesamtwochen, AuszeichnungChartplatzierungen (Jahr, Titel, , Platzierungen, Wochen, Auszeichnungen, Anmerkungen) | Höchstplatzierung, Gesamtwochen, AuszeichnungChartplatzierungen (Jahr, Titel, , Platzierungen, Wochen, Auszeichnungen, Anmerkungen) | Höchstplatzierung, Gesamtwochen, AuszeichnungChartplatzierungen (Jahr, Titel, , Platzierungen, Wochen, Auszeichnungen, Anmerkungen) | Anmerkungen                          |
| Jahr | Titel            | DE | AT | CH | Anmerkungen                          |
| ---- | ---------------- | --- | --- | --- | ------------------------------------ |
| 2013 | Springfield 2    | DE37 (1 Wo.)DE | AT42 (1 Wo.)AT | CH49 (1 Wo.)CH | Erstveröffentlichung: 2. August 2013 |
| 2013 | Mein Shit        | DE52 (1 Wo.)DE | AT55 (1 Wo.)AT | — | Erstveröffentlichung: 2. August 2013 |
| 2013 | Stress mit Grund | DE21 (1 Wo.)DE | AT27 (1 Wo.)AT | CH31 (1 Wo.)CH | Erstveröffentlichung: 2. August 2013 |
| 2013 | Bruce Wayne      | DE50 (1 Wo.)DE | AT54 (1 Wo.)AT | CH63 (1 Wo.)CH | Erstveröffentlichung: 2. August 2013 |